# Fita Benkhoff
Fita Benkhoff, egentligen Frieda Elfriede Benkhoff, född 1 november 1901 i Dortmund, Kejsardömet Tyskland, död 26 oktober 1967 i München, Västtyskland, var en tysk skådespelare. Benkhoff medverkade i över 100 filmer, ofta komedier och romantikfilmer.

## Filmografi, urval
- 1935 – Det gudomliga äventyret
- 1937 – Kapriolen
- 1939 – Förbjudna fruar
- 1940 – Sköna juveler
- 1940 – Älskaren i skåpet
- 1941 – Fröken Casanova
- 1941 – Kärleksduellen
- 1950 – Taxi-Kitty
- 1952 – Dansande stjärnor